# Оголовок Бердянской косы
Оголовок Бердянской косы — часть Приазовского национального природного парка (с 2010), ландшафтный заказник местного значения (1998—2010), расположенный на крайнем юге Бердянского горсовета (Запорожская область, Украина). Заказник создан 27 ноября 1998 года. Площадь — 221 га.

## История
Был создан решением Запорожского областного совета от 27 ноября 1998 года № 10. Вошёл в состав Приазовского национального природного парка — зоны регулируемой рекреации, созданной 10 февраля 2010 года согласно указу Президента Украины Виктора Ющенко.

## Описание
Занимает оголовок Бердянской косы с прилегающей акваторией Бердянского залива. Оголовок косы плотно прилегает к акватории залива.
Заказник создан с целью охраны типичных и уникальных степных и водных природных комплексов северо-западного побережья Азовского моря, в частности, Бердянской косы.
Ближайший населённый пункт — Бердянск.

## Природа
Негативное влияние на естественное состояние природных комплексов оказывают чрезмерный выпас скота, распахивание склонов, рекреация, сбор цветов и выкапывание луковиц.
На его территории произрастает более 350 видов высших растений, в том числе 30 эндемиков. Некоторые из них занесены в Красную Книгу Украины (2009) (например, астрагал днепровский, катран понтийский).